# Étoile Fréjus-Saint-Raphaël
Der Étoile Football Club Fréjus-Saint-Raphaël (kurz Étoile FC) ist ein französischer Fußballverein aus den benachbarten Städten Fréjus und Saint-Raphaël. Er entstand im Sommer 2009 durch die Fusion der Étoile Sportive Fréjusienne mit Stade Raphaëlois. Die Ligamannschaft spielt im Stade Eugène-Pourcin, das eine Kapazität von 2.500 Plätzen aufweist. Co-Präsidenten sind Alexandre Barbero und Marcel Sabbah, Trainer Charly Paquille. (Stand: März 2017)

## Geschichte
Gegründet 1938 als Étoile Sportive de Fréjus Plage, schloss sich die ESFP 1941 oder 1942 mit der Fußballabteilung der Association Sportive de Fréjus zusammen – diese war aus dem 1923 gegründeten Sporting Club Fréjusienne hervorgegangen – und nannte sich fortan ÉS Fréjus. Die Vereinsfarben waren Blau und Weiß. Die Fußballer nutzten das 1947 erbaute Stade municipal de Fréjus Plage, das nach dem Dammbruch von Malpasset 1959 nach einem der Überschwemmungsopfer in Stade Eugène-Pourcin umbenannt wurde. Dessen 650 Plätze umfassende Sitztribüne wurde anschließend mit finanzieller Unterstützung (Spende) von Real Madrid errichtet. Der bereits 1905 gegründete Stade Raphaëlois hatte seine erfolgreichste Zeit vor dem Ersten Weltkrieg, als er 1912 sogar die Landesmeisterschaft der Union des sociétés françaises de sports athlétiques gewann, und in den 1920er Jahren, in denen SR zweimal (1927 und 1929) bis in das Halbfinale der Coupe de France vordrang.

## Ligazugehörigkeit und Erfolge
Profistatus hat Fréjus bisher nie besessen und deshalb auch noch nie erstklassig (Division 1, seit 2002 in Ligue 1 umbenannt) gespielt. Größter Erfolg war das Erreichen des Viertelfinals im französischen Pokal 2016/17. Seit 2010 pendelt der Fusionsklub zwischen der dritten und der vierten Liga.

## Bekannte ehemalige Spieler und Trainer
- Amdy Faye
- Gérard Gnanhouan
- Anthony Modeste
- Guy Modeste
- Anatole Ngamukol
- Jacques Novi
- Adil Rami